# Абруптивні приголосні
Абрупти́вний приголосний (зімкнено-гортанний, закритогортанний, глоталізований, рекурсивний; від лат. abruptus — різкий, уривистий) — приголосний звук, що не є легеневим, а утворюється в гортані під дією повітря, стиснутого між зімкненою голосовою щілиною і ротовою змичкою. Ці звуки є фонемічними в небагатьох мовах світу. Наприклад, вони є в фонетичних інвентарях деяких кавказьких мов.
Абруптив характеризує зімкнення або зближення голосових зв'язок у кінцевій фазі артикуляції. Замкнута гортань швидко підіймається вгору, і стиснуте повітря утворює в ротовій порожнині тиск. Відтак настає гортанний прорив, який надає приголосному різкого забарвлення.
У таблиці символів Юнікод для абруптивів є спеціальний знак — modifier letter apostrophe (’) (U+02BC).